# Oggetti non stellari nella costellazione dello Scorpione
Principali oggetti non stellari visibili nella costellazione dello Scorpione.

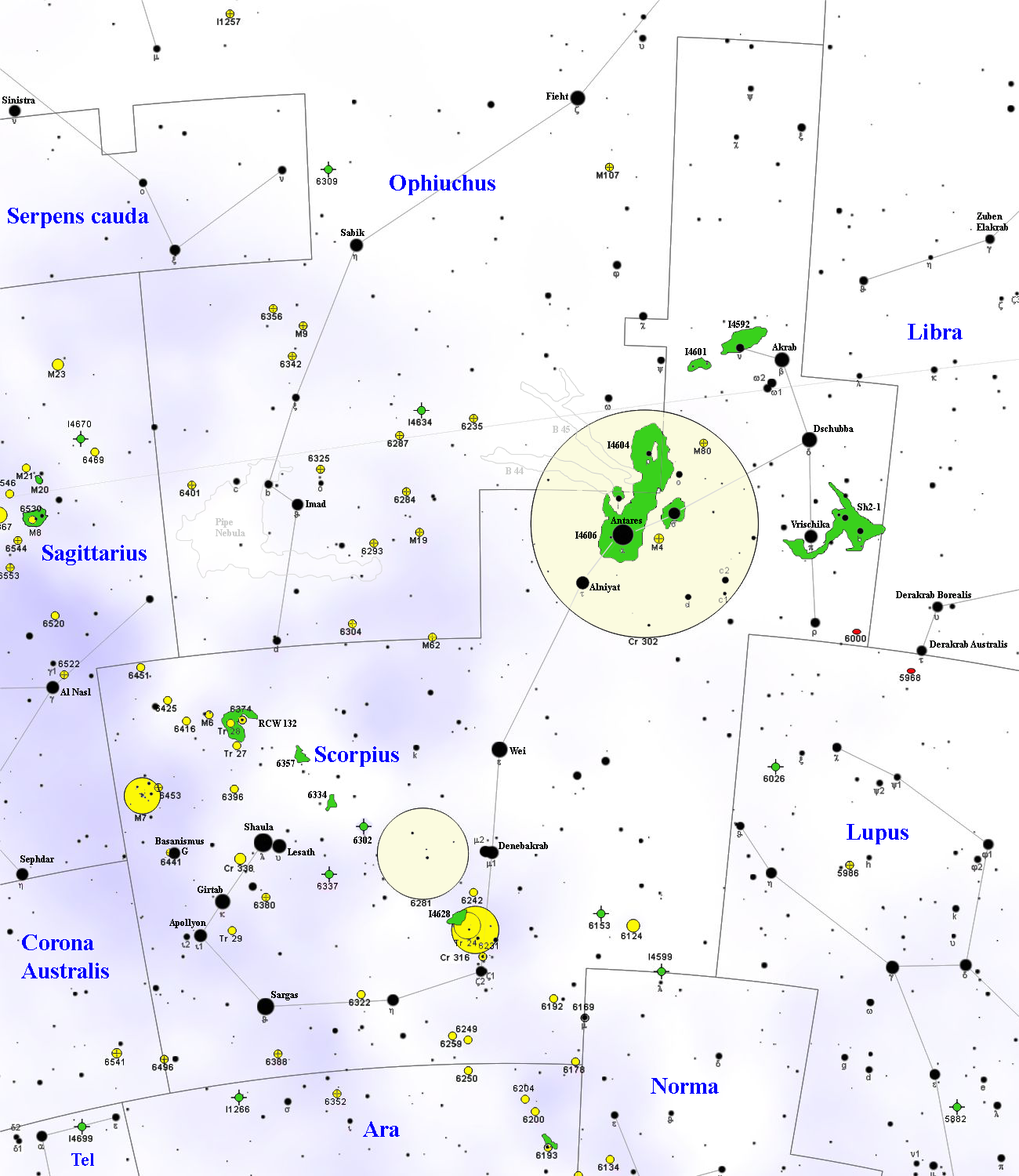
Mappa della costellazione dello Scorpione.

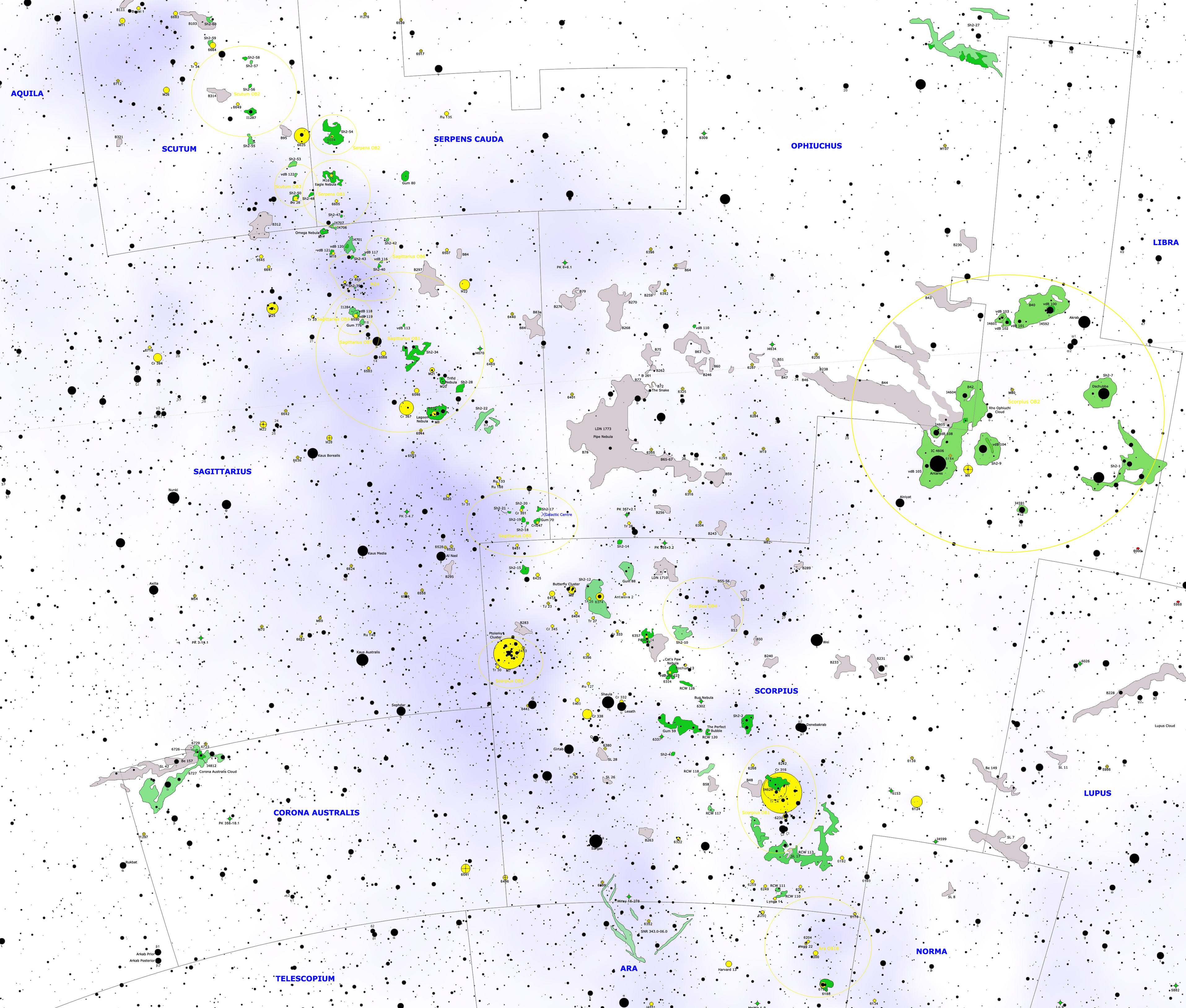
Mappa dettagliata del centro della Via Lattea.

## Ammassi aperti
- Ammasso Farfalla (M6)
- M7
- NGC 6124
- NGC 6192
- NGC 6231
- NGC 6242
- NGC 6259
- NGC 6281
- NGC 6322
- NGC 6374
- NGC 6400
- NGC 6416
- NGC 6425
- RCW 114

## Ammassi globulari
- M4
- M80
- NGC 6388
- NGC 6441

## Nebulose planetarie
- Nebulosa Farfalla (NGC 6302)
- NGC 6153
- NGC 6337

## Nebulose diffuse
- Gum 55
- IC 4591
- IC 4592
- IC 4601
- IC 4605
- IC 4606
- IC 4628
- NGC 6334
- NGC 6357
- RCW 114
- RCW 117
- RCW 118
- RCW 120
- Regione di Scorpius OB1
- Sh2-1
- Sh2-2
- Sh2-4
- Sh2-5
- Sh2-7
- Sh2-9
- Sh2-10
- Sh2-12
- Sh2-13
- Sh2-14
- Sh2-15
- Sh2-23
- vdB 101
- vdB 102
- vdBH 73